# Rovná (Strážov)
Rovná je malá vesnice, část města Strážov v okrese Klatovy v Plzeňském kraji. Nachází se asi 1,5 kilometru severozápadně od Strážova. Rovná je také název katastrálního území o rozloze 1,69 km².

## Historie
První písemná zmínka o vesnici pochází z roku 1379.

## Obyvatelstvo
| Rok            | 1869 | 1880 | 1890 | 1900 | 1910 | 1921 | 1930 | 1950 | 1961 | 1970 | 1980 | 1991 | 2001 | 2011 | 2021 |
| -------------- | ---- | ---- | ---- | ---- | ---- | ---- | ---- | ---- | ---- | ---- | ---- | ---- | ---- | ---- | ---- |
| Počet obyvatel | 120  | 149  | 132  | 135  | 146  | 147  | 124  | 83   | 65   | 48   | 43   | 28   | 14   | 14   | 13   |
| Počet domů     | 16   | 16   | 19   | 19   | 20   | 21   | 21   | 20   | 33   | 18   | 17   | 17   | 17   | 19   | 19   |

## Obecní správa
Při sčítání lidu v letech 1850–1963 Rovná byla samostatnou obcí v okrese Klatovy. Od roku 1964 je částí města Strážov v okrese Klatovy. V letech 1850–1963 k obci patřila Lehom.

## Další fotografie

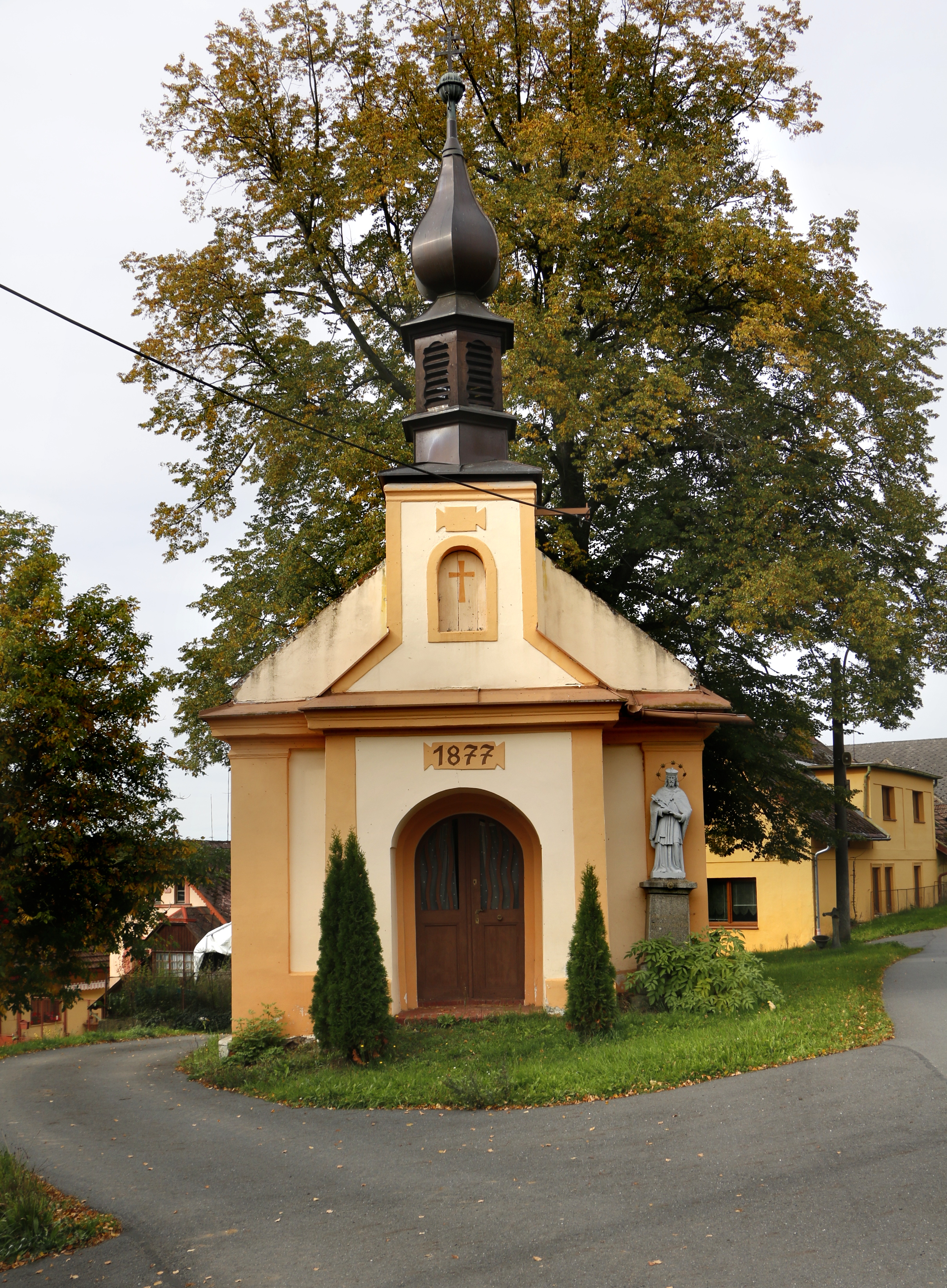
Kaple Panny Marie Pomocnice křesťanů
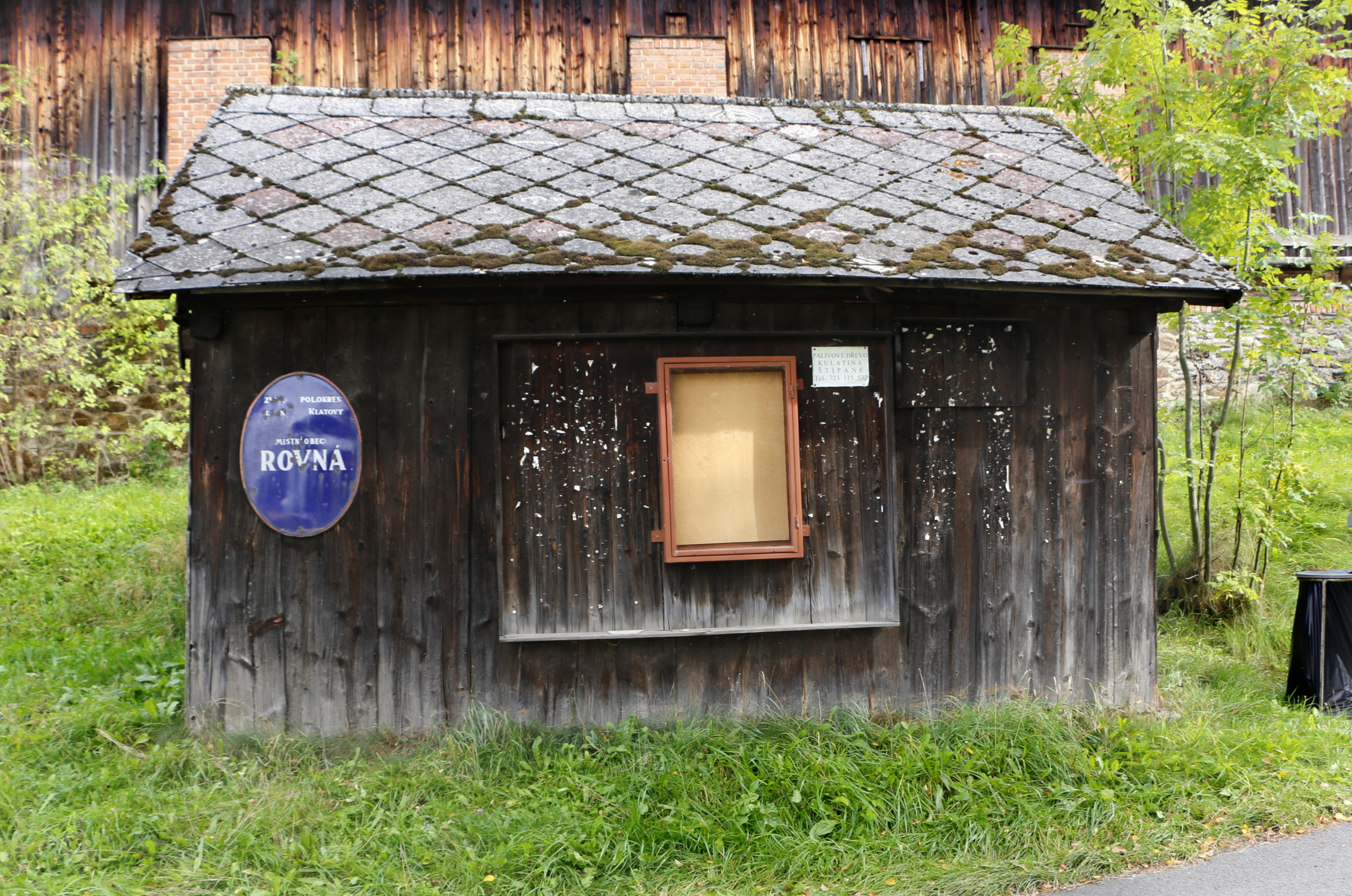
Bouda s historickým označením
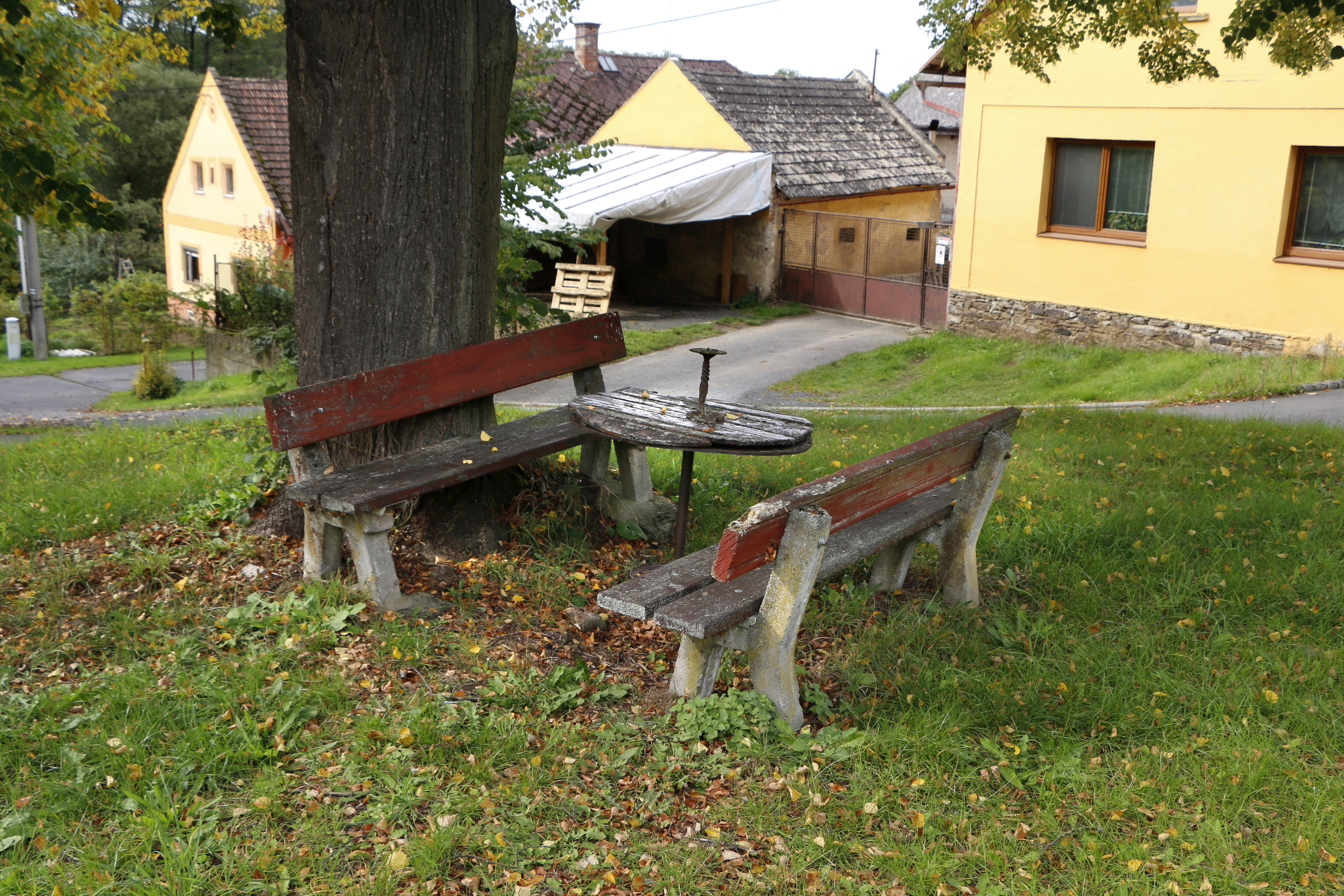
Posezená na návsi